# Miss Marple raconte une histoire
Miss Marple raconte une histoire (Miss Marple Tells a Story) est une nouvelle policière d'Agatha Christie mettant en scène Miss Marple.
Initialement publiée le 25 mai 1935 dans la revue Home Journal au Royaume-Uni, cette nouvelle a été reprise en recueil en 1939 dans The Regatta Mystery and Other Stories aux États-Unis. Elle a été publiée pour la première fois en France dans le recueil Marple, Poirot, Pyne... et les autres en 1986.
La nouvelle est une transcription jusque-là inédite d'une lecture faite par Agatha Christie le 11 mai 1934, sous un titre inconnu, sur les ondes de la BBC National Programme,.

## Résumé
Sollicitée par M. Pethrick et M. Rhodes soupçonné de meurtre, miss Marple est chargée de résoudre un problème délicat. Mme Rhodes a été assassinée alors qu'elle séjournait à l'hôtel Crown. Elle a été poignardée en plein cœur avec un stylet. Curieusement, la porte de sa chambre a été retrouvée verrouillée de l'intérieur alors qu'une autre porte communiquait avec la chambre de son mari. Seule une femme de chambre a apporté une bouillotte à la victime.

### Dénouement et révélations finales
Miss Marple découvre le subterfuge : une fausse femme de chambre munie d'une perruque s'est glissée dans la chambre de la victime. Elle est ensuite ressortie au vu et au su de tous. Mais personne parmi les différentes personnes qui l'ont vue ne l'a remarquée. Selon miss Marple, c'est à cause de son uniforme. Le mobile du crime apparaît alors : la meurtrière voulait venger sa fille tuée dans un accident de voiture par sa victime.

## Personnages
- Miss Marple,
- M. Petherick,
- Gwen,
- Raymond,
- Joan,
- M. Rhodes,
- Mme Rhodes,
- Mary Hill.

## Publications
Avant la publication dans un recueil, la nouvelle avait fait l'objet de publications dans des revues :
- le 25 mai 1935, au Royaume-Uni, sous le titre « Behind Closed Doors », dans la revue Home Journal[3] ;
- en novembre 1969, aux États-Unis, dans le no 5 (vol. 54) de la revue Ellery Queen’s Mystery Magazine[2].

La nouvelle a ensuite fait partie de nombreux recueils :
- en 1939, aux États-Unis, dans The Regatta Mystery and Other Stories[3] (avec 8 autres nouvelles) ;
- en 1979, au Royaume-Uni, dans Miss Marple's Final Cases and Two Other Stories[3] (avec 7 autres nouvelles) ;
- en 1986, en France, dans Marple, Poirot, Pyne... et les autres (avec 7 autres nouvelles) ;
- en 2001, en France, dans Miss Marple tire sa révérence (adaptation du recueil britannique de 1979).